# Poeten og Lillemor og Lotte
Poeten og Lillemor og Lotte er en dansk komediefilm fra 1960 med manuskript og instruktion af Erik Balling.

## Medvirkende
- Henning Moritzen
- Helle Virkner
- Ove Sprogøe
- Lis Løwert
- Dirch Passer
- Judy Gringer
- Bodil Udsen
- Karl Stegger
- Arne Weel
- Bjørn Watt Boolsen
- Preben Kaas